# 홈킷
홈킷(영어: HomeKit)은 사용자가 아이폰과 같은 iOS 기기나, macOS 기기로 기타 애플 장치를 통해 스마트 가전 제품을 구성, 통신 및 제어 할 수 있게 해주는 애플의 소프트웨어 프레임워크이다. iOS/iPadOS에서 이용이 가능하다. 홈킷은 2014년 9월 iOS8에서 처음 출시되었다. 홈킷 지원 장치 제조업체는 MFi 프로그램을 구입해야하며 모든 홈킷 제품에는 암호화 보조 프로세서가 있어야 한다. 홈킷을 지원하지 않게 설계된 장비는 해당 장비와 홈킷 서비스를 연결하는 허브와 같은 "게이트웨이" 제품을 통해 사용할 수 있다.

## 같이 보기
- 아마존 알렉사
- 구글 홈
- IFTTT
- 네스트 랩스